# 3C 48
3C 48は、地球から見てさんかく座の方向に地球から46億6200万光年離れたところにあるクエーサーである。初めて発見されたクエーサーである。
3C 48はアラン・サンデージによって1960年に発見された。電波源は1950年代の終わりから1960年頃までに数百個発見されていて、3C 48も電波源として発見されていた。しかし3C 48は、可視光で対応できる天体として初めて関連付けられた天体である。3C 48はスペクトル観測により、暗く青い変光星として見えた。しかし、3C 48のスペクトルには、正体不明の幅の広い輝線が多く含まれており、この奇妙なスペクトルの起源を当時説明する事は出来なかった。しかし、1963年に3C 273という電波源からも奇妙なスペクトルが発見され、大きな赤方偏移をしている事が発見された。3C 273は、後にクエーサーとして分類された最初の天体となった。よって3C 48は初めて発見されたクエーサーであるが、初めてクエーサーと確認された天体ではない。
3C 48の赤方偏移の値はz=0.367であり、地球から46億9000万光年離れている。後退速度は約秒速10万kmであり、光速の3分の1の速度で我々から遠ざかって見える。これほど大きな赤方偏移の値は1982年まで発見されていない。ただし、1960年当時最も大きな赤方偏移の値は3C 295のz=0.46171である。